# Рокенрола
„Рокенрола“ (енгл. RocknRolla) је британска криминалистичка филмска комедија из 2008. у режији Гаја Ричија. Главне улоге тумаче Џерард Батлер, Том Вилкинсон, Том Харди, Марк Стронг, Идрис Елба и Тандивеј Њутон, а у епизодној улози појављује и српски глумац Драган Мићановић. Прве недеље приказивања нашао се на првом месту недељне листе најгледанијих филмова у британским биоскопима, поставши повратнички филм Гаја Ричија, након неуспешних остварења Насукани (2002) и Револвер (2005).
Заплет доноси испреплетену причу о крупним и ситним криминалцима, руској мафији и рокенролу. У филму се развијају три теме, познате из претходних Ричијевих филмова. Прва се тиче међусобне везе између дезинтеграције града и експлоатације. Друга је приказ ривалства и конкуренције међу криминалцима различите величине и моћи у лондонском подземљу. Док је трећа тема приказ најразличитијих етничких и културолошких парадигми присутних у савременом британском друштву, као и приказ пратећих стереотипа и предрасуда.
Последња сцена у филму сугерише могући филмски наставак. Гај Ричи је током промоције говорио о могућој филмској трилогији, тврдећи да већ има написан сценарио за други део. Међутим, због редитељевих обавеза на другим пројектима, не зна се да ли ће и када ће наставак бити снимљен.

## Радња
Кад руски мафијаш оркестрира непоштену продају земље, милиони долара су у игри, а цели лондонски подземни свет се помамљује у време кад стари криминални режим брзо губи територију пред богатом страном мафијом. Сви, од опаснога криминалног шефа до секси рачуновоткиње, од корумпираног политичара до ситних лопова којима је срећа окренула леђа међусобно се удружују, договарају и сукобљавају у настојању да се брзо обогате.

## Улоге
| Глумац           | Улога                                                                  |
| ---------------- | ---------------------------------------------------------------------- |
| Марк Стронг      | Арчи, десна рука Ленија Кола и наратор филма                           |
| Том Вилкинсон    | Лени Кол, лондонски мафијаш старог кова                                |
| Тоби Кебел       | Џони Квид, рок музичар и отуђени пасторак Ленија Кола навучен на дрогу |
| Џерард Батлер    | Један-Два, шкотски мафијаш и предводник групе „Дивља хорда“            |
| Том Харди        | Згодни Боб, члан групе „Дивља хорда“ који је заљубљен у свог шефа      |
| Идрис Елба       | Мамбл, члан групе „Дивља хорда“                                        |
| Карел Роден      | Јуриј Омович, руски тајкун                                             |
| Тандивеј Њутон   | Стела, Омовичева адвокатица                                            |
| Драган Мићановић | Виктор, десна рука тајкуна                                             |
| Џереми Пивен     | Роман                                                                  |
| Лудакрис         | Мики                                                                   |